# Glaub ihnen kein Wort
Glaub ihnen kein Wort ist ein Lied der deutschen R&B-Sängerin Cassandra Steen. Das Stück ist die dritte Singleauskopplung aus ihrem zweiten Studioalbum Darum leben wir. Diese wurde am 30. Oktober 2009 veröffentlicht.

## Hintergrund
Das Lied wurde von Heike Kospach geschrieben. Die Musik stammt von Adel Tawil, Flo Fischer und Sebastian Kirchner. Produziert wurde das Stück von Andreas Herbig in den Tonofen Studios in Hamburg. Co-Produziert wurde es außerdem noch von Oliver Pinelli.

## Musikvideo
Am 16. Oktober 2009 erschien das Musikvideo zu Glaub ihnen kein Wort. Es zeigt einen Mann in der Modebranche und dessen Probleme. Im Video tritt auch ein Double von dem Designer Karl Lagerfeld auf. Für das Musikvideo wurde die Single-Version des Songs genommen.

## Mitwirkende
- Flo Fischer: Komponist
- Andreas Herbig: Produzent, Gitarren
- Sebastian Kirchner: Komponist
- Heike Kospach: Liedtexter
- Cassandra Steen: Gesang
- Adel Tawil: Komponist
- Oliver Pinelli: Keyboard, Co-Produzent

## Chartplatzierungen
Das Stück konnte sich in Deutschland auf Rang 49 in den Singlecharts platzieren und verblieb dort drei Wochen. Für Steen als Solosängerin ist dies der bereits vierte Charterfolg in Deutschland und der dritte im Jahr 2009. In Österreich und in der Schweiz konnte sich der Song nicht platzieren. In Deutschland wurde er nicht so erfolgreich wie die beiden vorherigen Singles.